# Stara Gora pri Šentilju
Stara Gora pri Šentilju je naselje v Občini Šentilj.